# Pruisische Oostspoorweg

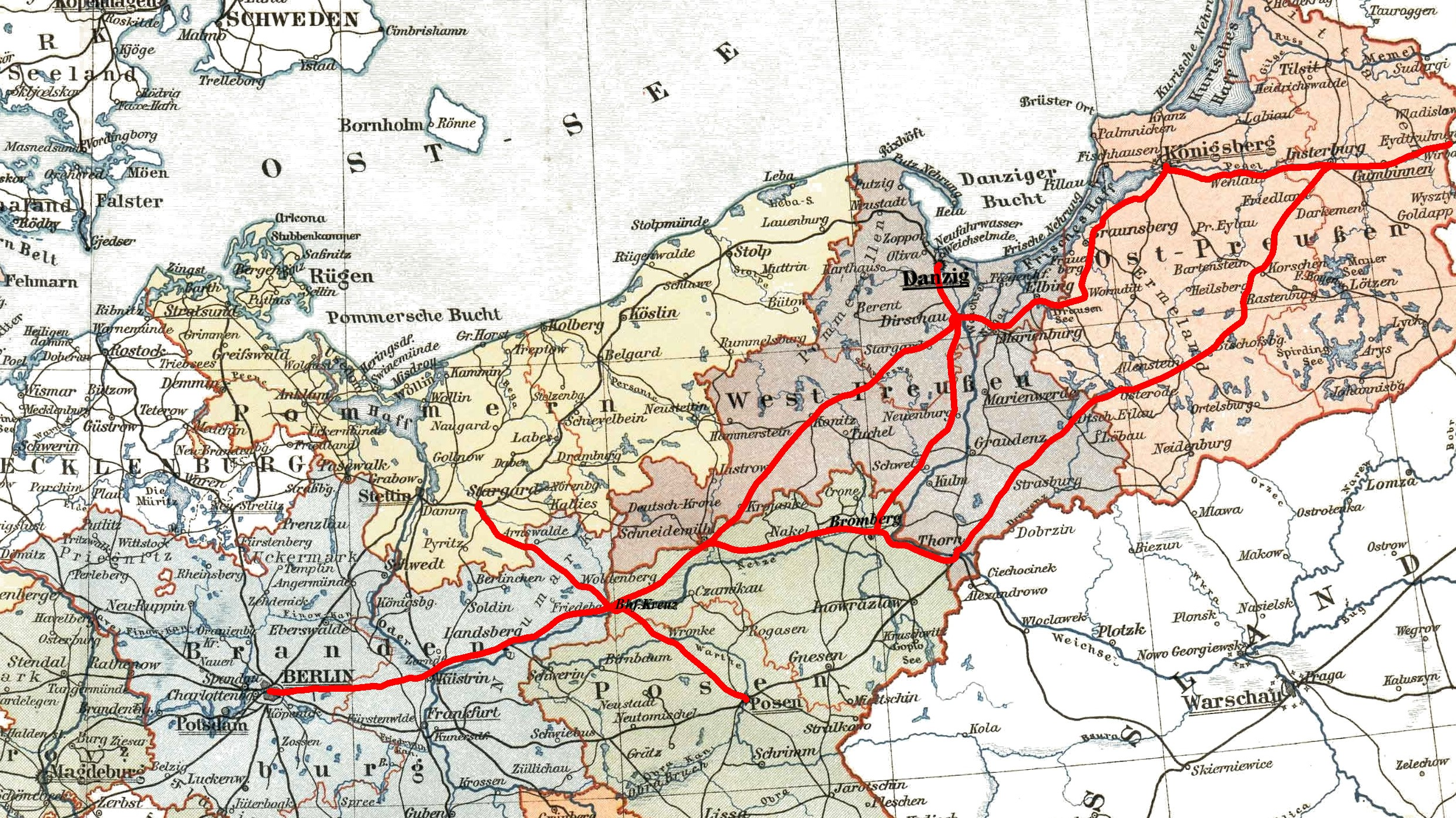
Kaart van de Pruisische Oostspoorweg

De Pruisische Oostspoorweg (Preußische Ostbahn) was de spoorwegverbinding tussen Berlijn en Koningsbergen (sinds 1946:Kaliningrad ) in Oost-Pruisen. De lijn liep door tot Eydtkuhnen aan de grens met het Russische keizerrijk. Met alle zij- en parallellijnen besloeg de Ostbahn in maart 1880 een netwerk van 2210 kilometer en was daarmee een van de belangrijkste onderdelen van de Preußische Staatseisenbahnen. In 1945 verloor de lijn zijn functie doordat Duitsland het grondgebied ten oosten van de Oder-Neissegrens verloor aan Polen en Rusland. Het grootste deel van het netwerk kwam zo in Polen en de Sovjet-Unie te liggen. 

Het netwerk van de Preußische Ostbahn bestaat sindsdien uit afzonderlijke spoorlijnen die worden bediend door spoorwegmaatschappijen uit Duitsland, Polen en Rusland.

## Geschiedenis

### Voor 1945
In 1840 wenste het Pruisische leger om strategische redenen een spoorwegverbinding vanuit de hoofdstad tot aan de Russische grens. Ook werd de spoorlijn gezien als een middel om Pommeren en Oost-Pruisen te ontsluiten. In 1848 kruiste de spoorlijn de reeds bestaande spoorlijn Stargard-Posen bij de plaats Lukatz. Dit station werd een belangrijk overstapstation met als naam Kreuz, wat in 1936 ook de officiële naam van de plaats zou worden. Kreuz (thans Krzyż Wielkopolski) ontwikkelde zich tot een belangrijk spoorwegknooppunt. Vanuit Berlijn werd Kreuz bereikt via Küstrin en Landsberg an der Warthe (Gorzów Wielkopolski). In de richting van Koningsbergen werd de volgende 145 kilometer naar Schneidemühl (Piła) en Bromberg (Bydgoszcz) op 27 juli 1851 in gebruik genomen. Op 6 augustus 1852 kwam de 161 kilometer via Bromberg-Dirschau (Tczew) naar Danzig (Gdańsk) gereed. 
Vanuit Danzig liep de lijn niet rechtstreeks naar Konigsbergen. De lijn werd vanaf het zuidelijker gelegen spoorwegknooppunt Dirschau doorgetrokken. Op 19 oktober 1852 kwam de eerste 83,75 km van Marienburg (Malbork) via Elbing (Elbląg ) naar Braunsberg (Braniewo ) gereed. Op 2 augustus 1853 volgde de resterende 62 kilometer tot Koningsbergen. Het ontbrekende stuk tussen Marienburg en Dirschau werd op 12 oktober 1857 in gebruik genomen. In 1860 werd de lijn verlengd tot aan de Russische grens. Op 6 juni liep de lijn tot Stallupönen en op 15 augustus tot Eydtkuhnen. Vanuit Eydtkuhnen reed de trein nog naar het Russische grensstation Wirballen. Daar was aansluiting op de treinen die reden op het Russische breedspoor. De Russische treinen reden in tegengestelde richting tot aan Eydtkuhnen waar overgestapt kon worden op Duitse treinen. 
Pas in oktober 1867 was de gehele lijn naar Berlijn gereed. Voor 1867 was Berlijn vanaf Küstrin alleen te bereiken met een omweg via Frankfurt a/d Oder over de spoorlijnen Küstrin-Kietz-Frankfurt a/d Oder en de Niederschlesisch-Märkische Eisenbahn. Het eindpunt van de lijn in Berlijn was het Ostbahnhof ten noorden van het Schlesische Bahnhof (dat in 1950 de naam Ostbahnhof aannam). 
In 1871 werd de 34 kilometer kortere parallelle route Schneidemühl-Konitz-Dirschau aangelegd, waarbij Bromberg werd omzeild. Toen begon de dubbelsporige uitbreiding van Küstrin naar het oosten. De lijn Küstrin-Berlijn was al dubbelsporig aangelegd.
Vanaf 1882 was de oostelijke spoorlijn via het Schlesische Bahnhof verbonden met de Stadtbahn richting het stadscentrum. Het oude Ostbahnhof was afgesloten voor passagiersverkeer.
De spoorlijn was destijds van groot economisch belang voor de oostelijke Pruisische provincies. Vooral het goederenvervoer was hoger dan de verwachting en vaak het enige transportmiddel in de winter toen de rivieren nog geregeld bevroren. Na de Eerste Wereldoorlog werden de Pruisische spoorwegen ondergebracht bij de Deutsche Reichsbahn. Omdat Duitsland West-Pruisen na de oorlog had moeten afstaan aan het heropgerichte Polen reed de trein sindsdien door de Poolse Corridor naar Oost-Pruisen, dat na 1918 een exclave van Duitsland geworden was. Het spoorwegnet van de voormalige oostelijke Pruisische provincies had in 1937 een lengte van 4176 kilometer. De laatste doorgaande trein van Koningsbergen naar Berlijn reed op 22 januari 1945.

### Na 1945
Na de Tweede Wereldoorlog heeft Duitsland in het oosten grondgebied moest afstaan aan Polen en de Sovjet-Unie, waardoor de voormalige Oostspoorweg over drie landen werd verdeeld. In de Sovjet-bezettingszone in Duitsland werd het tweede spoor opgebroken. In de DDR werd dit spoor niet opnieuw aangelegd omdat de lijn daar van weinig betekenis meer was. Ook in Polen is het tweede spoor op veel plaatsen opgebroken. Het belangrijke grensstation van Eydtkuhnen bestaat niet meer. Diverse andere stations spelen ook geen rol van betekenis meer. 
Na de Tweede Wereldoorlog werden de grensovergangen alleen nog gebruikt voor goederenvervoer. Decennialang was er geen openbaar personenvervoer via de Ostbahn tussen de DDR en Polen of tussen Polen en de Sovjet-Unie. Pas in de jaren 1990 werd het grensoverschrijdend personenvervoer hervat. 
Tussen Duitsland en Polen rijden via de Oostspoorweg alleen nog regionale treinen. Sinds 1945 heeft er alleen tussen 2007 en 2009 een internationale langeafstandstrein op het traject gereden: de D448/449 “Stanislaw Moniuszko” tussen Berlijn-Lichtenberg en Piła Główna. 
De lijn van Kaliningrad naar het Litouwse Kybartai is uitgegroeid tot een belangrijke internationale verbinding van de geïsoleerde Oblast Kaliningrad via Litouwen en Wit-Rusland met de rest van Rusland. Na het uiteenvallen van de Sovjet-Unie gebruikten de Russen het station in Nesterov als grensstation naar Litouwen, maar vanwege de beperkte capaciteit werd er in 2017 een nieuw grensstation gebouwd in Tsjernysjevskoje, het vroegere Eydtkuhnen. 